# بيت الشنيني (المخادر)

تعديل مصدري - تعديل

بيت الشنيني هي إحدى قرى عزلة الشرف بمديرية المخادر التابعة لمحافظة إب، بلغ تعداد سكانها 104 نسمة حسب تعداد اليمن لعام 2004.